# Renzo Minoli
Renzo Minoli (Milán, 6 de mayo de 1904-Milán, 18 de abril de 1965) fue un deportista italiano que compitió en esgrima, especialista en la modalidad de espada.
Participó en dos Juegos Olímpicos de Verano en los años 1928 y 1932, obteniendo dos medallas, oro en Ámsterdam 1928 y plata en Los Ángeles 1932. Ganó tres medallas en el Campeonato Mundial de Esgrima entre los años 1930 y 1933.

## Palmarés internacional
| Juegos Olímpicos   | Juegos Olímpicos             | Juegos Olímpicos | Juegos Olímpicos   |
| Año                | Lugar                        | Medalla          | Prueba             |
| ------------------ | ---------------------------- | ---------------- | ------------------ |
| 1928               | Ámsterdam (Países Bajos)     | Medalla de oro   | Espada por equipos |
| 1932               | Los Ángeles (Estados Unidos) | Medalla de plata | Espada por equipos |
| Campeonato Mundial |                              |                  |                    |
| Año                | Lugar                        | Medalla          | Prueba             |
| 1930               | Lieja (Bélgica)              | Medalla de plata | Espada por equipos |
| 1931               | Viena (Austria)              | Medalla de oro   | Espada por equipos |
| 1933               | Budapest (Hungría)           | Medalla de oro   | Espada por equipos |